# Banana
För andra betydelser, se Banana (olika betydelser).

Hamnen i Banana, vid kaj flodångaren Cambier

Banana är en liten hamnstad vid Kongo-Kinshasas kust i provinsen Kongo-Central. Den ligger på en landtunga på norra sidan om Kongoflodens utlopp i Atlanten.

## Historia
Orten är en av landets äldsta städer och var under 1800-talet ett handelscentrum, mycket på grund av slavhandeln. Den var huvudort i Kongostatens distrikt Banana. En forskningsexpedition under Henry Morton Stanley utgick 1879 från Banana. Hamnen var Belgiens viktigaste örlogsbas i Kongo fram till självständigheten 1960.